# Europese beker waterski racing 2016
De Europese beker waterski racing 2016 is een competitie in het waterski racing georganiseerd door het IWWF Europe & Africa. Deze editie van de Europese beker bestond uit twee manches, de Diamond Race te Viersel op 26 juni en de Kanaalfeesten te Geel op 3 juli.

## Resultaten

### Formule 1
| Heren  | Heren               | Heren   | Heren |
| Plaats | Racer               | Punten  |       |
| ------ | ------------------- | ------- | ----- |
| Goud   | Steven Van Gaeveren | 2000    |       |
| Zilver | Darren Kirkland     | 1925,30 |       |
| Brons  | Buby Bertels        | 1878,64 |       |
| 4      | Tim Lisens          | 945,12  |       |
| 5      | Roy De Weert        | 942,39  |       |

| Dames  | Dames           | Dames   | Dames |
| Plaats | Atleet          | Tijd    |       |
| ------ | --------------- | ------- | ----- |
| Goud   | Sabine Ortlieb  | 2000    |       |
| Zilver | Marisa Alongi   | 1464,60 |       |
| Brons  | Kathrin Ortlieb | 989,80  |       |
| 4      | Samantha Clark  | 607,92  |       |
| 5      | Vicky Leysen    | x       |       |

### Formule 2
| Heren  | Heren           | Heren   | Heren |
| Plaats | Racer           | Punten  |       |
| ------ | --------------- | ------- | ----- |
| Goud   | James Bartlett  | 1996,26 |       |
| Zilver | Daryl Tyndall   | 1869,14 |       |
| Brons  | Jake Frame      | 1000,00 |       |
| 4      | Mike Muyshondt  | 970,74  |       |
| 5      | Harvey Robinson | 891,60  |       |

| Dames  | Dames            | Dames   | Dames |
| Plaats | Atleet           | Tijd    |       |
| ------ | ---------------- | ------- | ----- |
| Goud   | Gitte Van Gool   | 1998,50 |       |
| Zilver | Thannee Ennekens | 1992,37 |       |
| Brons  | Bruna Joris      | 1617,14 |       |
| 4      | Sarah Verbeeck   | 1464,20 |       |
| 5      | Steffi Verdickt  | 1361,69 |       |